# Лукино (Сафоновский район)
Лукино — деревня в Смоленской области России, в Сафоновском районе. Население – 2 жителя (2007 год) . Расположена в центральной части области в 26 км к востоку от города Сафонова, в 6 км южнее автодороги М1 «Беларусь». В 1,5 км севернее от деревни железнодорожная станция О.п. 286 км	 на линии Москва — Минск. Входит в состав Игнатковского сельского поселения.

## История
В годы Великой Отечественной войны деревня была оккупирована гитлеровскими войсками в сентябре 1941 года, освобождена в 1943 году.